# Pseudotylana electa
Pseudotylana electa är en insektsart som först beskrevs av Melichar 1906.  Pseudotylana electa ingår i släktet Pseudotylana och familjen sköldstritar. Inga underarter finns listade i Catalogue of Life.